# Hipoteza Dahrendorfa
Hipoteza Dahrendorfa – hipoteza wysunięta przez Ralfa Dahrendorfa, mówiąca, że polityka gospodarcza powinna być prowadzona w sposób zależny od czasu i miejsca, mając na uwadze głównie lokalne potrzeby.
Dahrendorf popierał swoją hipotezę faktem, że społeczeństwa różnią się od siebie w sposób znaczny i prowadzenie danej polityki gospodarczej odniesie odmienne skutki w różnych społeczeństwach.
Hipoteza Dahrendorfa była rozwinięta w opozycji do wielu tradycyjnych teorii w ekonomii, szczególnie w opozycji do ekonomii neoklasyczniej, która zakłada, że polityka gospodarcza powinna być prowadzona globalnie i uniwersalnie.